# Isegoria
Isegoria (gr. ἰσηγορία) – równość głosu. Prawo obywatela do przemawiania i zgłaszania wniosków na zgromadzeniach politycznych.
Por. izonomia. 